# Compar Volpone
Compar Volpone (Br'er fox in originale, in italiano anche conosciuto come Comare Volpe o Sora Volpe) è un personaggio fittizio de I racconti dello Zio Remo di Joel Chandler Harris.

## Versione Disney
Compar Volpone, insieme a Compare Orso (con cui spesso si allea), è il nemico principale di Fratel Coniglietto. Appare nel film del 1946 prodotto dalla Walt Disney I racconti dello zio Tom, come antagonista principale. Il personaggio in originale era doppiato dall'attore James Baskett, che interpretava anche il personaggio in carne e ossa dello Zio Tom (Uncle Remus nell'originale). In contrasto al Compar Volpone delle prime illustrazioni di Frederick S. Church, A. B. Frost, e  E. W. Kemble, gli animatori Disney disegnarono il personaggio in un modo più cartoonesco.
Compar Volpone appare, sempre come principale nemico di Fratel Coniglietto, nelle tavole domenicali e nei comics Disney (pubblicati dalla Western Publishing) di Fratel Coniglietto. Spesso si allea con Compare Orso per tendergli delle trappole e tentare di mangiarlo ma Fratel Coniglietto riuscirà sempre, grazie alla sua astuzia, a salvare la pelle e a beffare Volpe e Orso. Nelle prime storie pubblicate in Italia sui primissimi numeri di Topolino, Br'er Fox da personaggio maschile (infatti Br'er significa fratello) divenne un personaggio femminile venendo ribattezzato Sora Volpe (ciò perché in italiano la parola "volpe" è femminile al contrario dell'originale "fox" che, come la maggioranza dei sostantivi in inglese, non ha genere). Nel film invece il nome italiano venne cambiato in Comare Volpe e solo in tempi più recenti è stata restituita al personaggio la sua virilità cambiando il suo nome in Compar Volpone. Nelle storie a fumetti, si scopre che ha un figlio di nome Alfred.
A partire dal 2021 tutti i personaggi comparsi nel film I racconti dello zio Tom sono stati banditi dalla Disney a causa della natura controversa del suddetto lungometraggio. Il loro utilizzo è stato proibito in tutte le storie, comprese quelle degli altri personaggi Disney come Ezechiele Lupo (dove compariva spesso Compare Orso). Il bando si estende anche alle ristampe: una storia di Carl Barks con protagonista Nonna Papera, The Flying Farm Hand, è stata omessa dalla ristampa del volume 21 della The Complete Carl Barks Disney Library per via della presenza di Comare Volpe (la storia era presente nella prima edizione datata 2019). La Disney ha provveduto a rimuovere i personaggi del lungometraggio anche dalle attrazioni dei parchi di divertimento (come la Splash Mountain).